# 3227 Хасеґава
3227 Хасеґава (3227 Hasegawa) — астероїд головного поясу, відкритий 24 лютого 1928 року.
Тіссеранів параметр щодо Юпітера — 3,482.